# Fördraget i Bärwalde
Fördraget i Bärwalde, som slöts i Bärwalde (nuvarande Mieszkowice i västra Polen) mellan Sverige och Frankrike den 13 januari (g.s.) eller den 23 januari (n.s.) 1631 under Trettioåriga kriget, innebar att Frankrike betalade 400 000 riksdaler per år under fem år till den svenska krigskassan mot att Gustav II Adolf lovade hålla en armé om minst 36 000 man i Tyskland.
Förhandlingsdelegationerna leddes av Gustaf Horn på den svenska sidan och Hercule de Charnacé på den franska sidan.
Fördraget garanterade vidare religiösa rättigheter, även för katoliker i erövrade områden. De båda makterna förband sig också att inte sluta separatfred. Fördraget var en stor diplomatisk framgång för Gustav II Adolf och kompenserade de tidigare motgångarna att inga tyska furstar eller stater, förutom Magdeburg, anslöt sig till svenskarna när de steg iland i Tyskland.
Den svenske kungen fick genom fördraget en allierad och den franske kardinalen Richelieu fick en motståndare till den Habsburgske kejsaren Ferdinand II och behövde därigenom inte själv ge sig in i kriget.

## Bakgrund

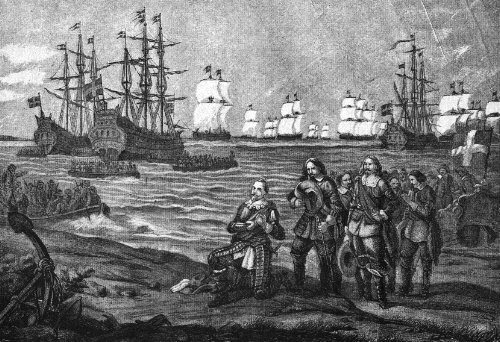
Gustav II Adolf landstiger i Pommern

Sveriges inträde i Trettioåriga kriget skedde den 26 juni 1630 när den svenska flottan ankrade utanför ön Usedom i Pommern och landsteg med 13 242 man vilka förstärktes med trupper från Stralsund till omkring 16 000 man. Ett befäst läger byggdes vid Peenemünde. Den kejserliga ledningen var samtidigt upptagen med omorganisering och general Wallenstein avskedades, varför svenskarna inte mötte något motstånd.
Gustav II Adolf skyndade sig att utnyttja motståndarens försvagade tillstånd och tvingade den 25 juli staden Stettin att gå i förbund med Sverige för att därigenom få kontroll över floden Oders mynning. Trupperna förstärktes och i slutet av augusti uppgick de till 25 000 man.
Militärt hade svenskarna framgångar, men de diplomatiska framgångarna dröjde. De protestantiska furstarna hade stor respekt för den kejserliga armén och vågade inte ställa upp för svenskarna. Hertig Bogislav XIV av Pommern pressades till ett förbund den 10 juli 1630 och ingick en militärallians med Gustav II Adolf den 30 augusti. En allians slöts med Magdeburg, vilket ledde till att de kejserliga trupperna under ledning av Tilly ockuperade staden. Svenskarna hade inga möjligheter att undsätta staden och den kom att falla den 10 maj 1631.
Svenskarna försökte förstärka sina ställningar genom att försöka ta sig in i Mecklenburg, men de tvingades göra halt vid gränsen. Fler kejserliga trupper började dras samman i området men förmådde inte driva ut svenskarna i Östersjön. 
Den 13 november 1630 stod den första striden mellan svenska och kejserliga trupper på tysk mark vid byn Falkenberg. De kejserliga trupperna flydde slagfältet. Svenskarna förlorade omkring 400 man, de kejserliga trupperna något färre. Det kejserliga huvudlägret vid Garz på Rügen föll efter ett svenskt anfall runt jul, och armén befann sig därefter i oordning. Slaget vid Marwitz - uppkallat efter en skans utanför lägret - var en viktig psykologisk seger för svenskarna och innebar att de brutit sig ut från brohuvudet vid kusten.

## Politiska konsekvenser
Att ett fördrag tecknades mellan det protestantiska Sverige och det katolska Frankrike om att kämpa sida vid sida -- i ett krig som betecknats, såväl i dåtidens propaganda som i senare tolkningar, som ett religionskrig -- är sensationellt. Fördraget inledde ett svensk-franskt samarbete inom utrikespolitiken, vilket kom att vara under hela 1600-talet. Det innebar också en skiljelinje i europeisk historia genom att politiken nu blev sekulariserad. Under medeltiden hade förhållandet mellan politik och religion - staten och kyrkan - varit det centrala. Genom Trettioåriga kriget kom detta att ersättas av nationalstaten som bärare av politisk makt.

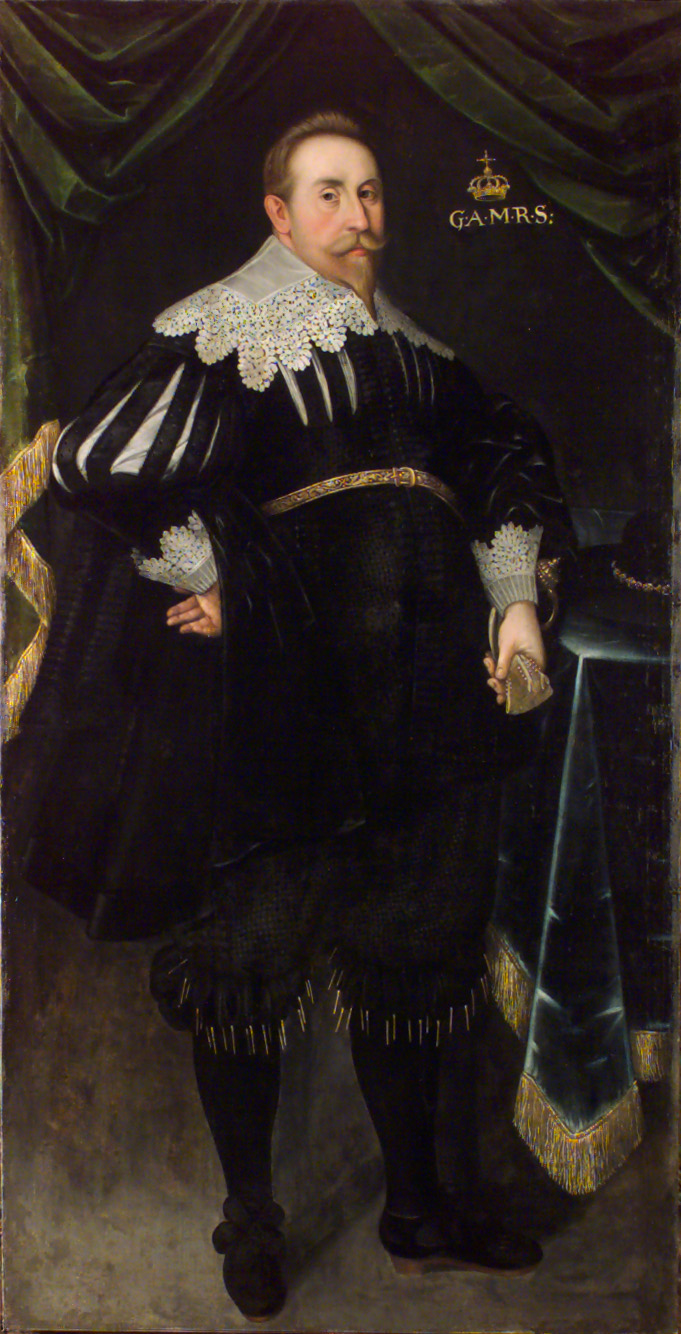
Gustav II Adolf
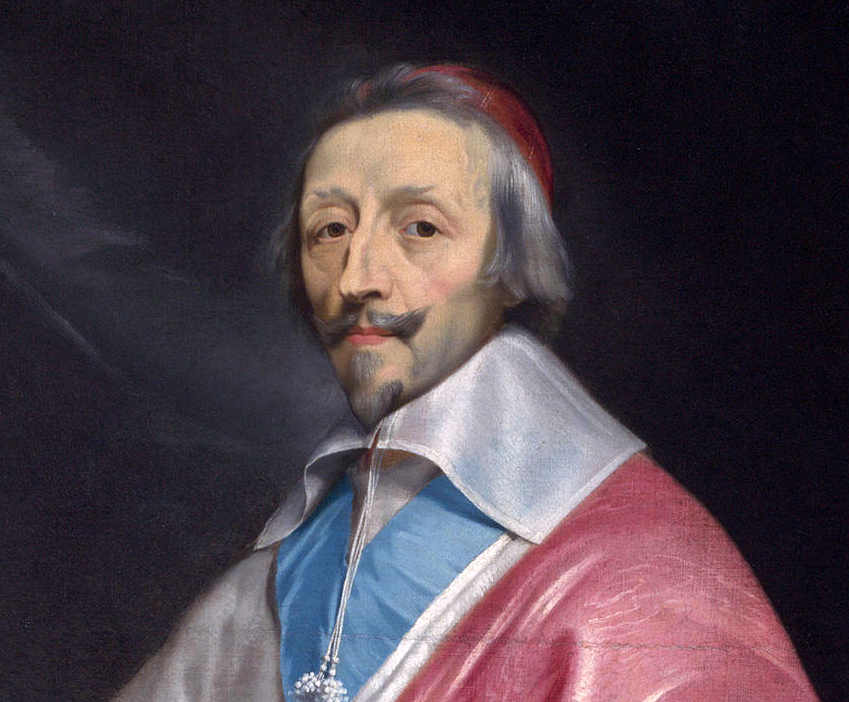
Kardinal Richelieu